# Latin American Poker Tour (9.ª temporada)
A nona temporada do Latin American Poker Tour foi disputada em 2016 e foi a última termporada com este nome. Em 2017 o Latin American Poker Tour uniu suas forças com os demais circuitos de poker do PokerStars ao redor do mundo e criaram o PokerStars Festival e PokerStars Championship. Nesta temporada foram 5 etapas em diversos destinos do América Latina.

## Ranking LAPT9
* Fonte: Ranking Final Latin American Poker Tour 9 - 2016
| Ranking Latin American Poker Tour 9 - 2016 | Ranking Latin American Poker Tour 9 - 2016 | Ranking Latin American Poker Tour 9 - 2016 |
| Pos.                                       | Nome                                       | Pontos                                     |
| ------------------------------------------ | ------------------------------------------ | ------------------------------------------ |
| 1º                                         | Nicolas Malandre Godoy                     | 572.92                                     |
| 2º                                         | Amos Ben Haim                              | 561.24                                     |
| 3º                                         | Diego Vizcay                               | 487.03                                     |
| 4º                                         | Cesar Lopez Lazo                           | 375.73                                     |
| 5º                                         | Patricio Andres Rojas Parra                | 364.34                                     |
| 6º                                         | Leo Fernandez                              | 363.46                                     |
| 7º                                         | Luiz Antonio Duarte Ferreira Filho         | 362.79                                     |
| 8º                                         | Georgios Sotiropoulos                      | 361.97                                     |
| 9º                                         | Oscar Alache Orrego                        | 356.43                                     |
| 10º                                        | Fabian Chauriye Rabah                      | 349.72                                     |

## Programação

### LAPTBahamas
- Casino: Atlantis Paradise Island Resot Casino
- Buy-in: $2,200
- Duração: 7 de janeiro de 2016 (quinta-feira) a 9 de janeiro de 2016 (sábado)
- Número de buy-ins:  851
- Premiação total: $1,650,940
- Número de premiados: 127
- Mão vencedora: A♥ 5♥
- Resultado Oficial: The Hendom Mob

| Mesa final | Mesa final              | Mesa final |
| Pos.       | Nome                    | Prêmio     |
| ---------- | ----------------------- | ---------- |
| 1º         | Georgios Sotiropoulos   | $308,220   |
| 2º         | Taylor von Kriegenbergh | $187,220   |
| 3º         | Knut Karnapp            | $132,080   |
| 4º         | Joe Kuether             | $99,060    |
| 5º         | Will Molson             | $78,080    |
| 6º         | Chad Eveslage           | $58,440    |
| 7º         | Darren Elias            | $41,100    |
| 8º         | Ismael Bojang           | $28,900    |

### LAPTChile
- Casino: Enjoy Viña del Mar Casino & Resort
- Buy-in: $1,500
- Duração: 4 de março de 2016 (sexta-feira) a 8 de março de 2016 (terça-feira)
- Número de buy-ins:  565
- Premiação total: $737,325
- Número de premiados: 79
- Mão vencedora: K♣ 7♣
- Resultado Oficial: The Hendom Mob

| Mesa final | Mesa final        | Mesa final           |
| Pos.       | Nome              | Prêmio/(*Acordo)     |
| ---------- | ----------------- | -------------------- |
| 1º         | Rodrigo Strong    | $141,785 (*$120,565) |
| 2º         | Fabián Chauriye   | $88.780 (*$110,000)  |
| 3º         | Alex Vega         | $63,560              |
| 4º         | Richard Dubini    | $49,540              |
| 5º         | Roberly felicio   | $38,860              |
| 6º         | Ricardo matamala  | $30,520              |
| 7º         | Andres Espinoza   | $22,780              |
| 8º         | Carlos Pohmajevic | $15,780              |

- Houve acordo entre os 2 finalistas

### LAPTPanamá
- Casino: Sortis Hotel Spa & Casino
- Buy-in: $1,500
- Data: 12 de maio de 2016 (quinta-feira) a 16 de maio de 2016 (segunda-feira)
- Número de buy-ins:  553
- Premiação total: $721,665
- Número de premiados: 79
- Mão vencedora: 8♦ 6♦
- Resultado Oficial: The Hendom Mob

| Mesa final | Mesa final          | Mesa final |
| Pos.       | Nome                | Prêmio     |
| ---------- | ------------------- | ---------- |
| 1º         | Andrés Carrillo     | $138,225   |
| 2º         | Rubén Suárez        | $86,880    |
| 3º         | Aaron Mermelstein   | $62,200    |
| 4º         | Austin Peck         | $48,500    |
| 5º         | Raúl Páez           | $30,040    |
| 6º         | Paul “pochi” Cukier | $29,880    |
| 7º         | Anderson Blanco     | $22,300    |
| 8º         | Alcides Gómez       | $15,440    |

### LAPTUruguai
- Casino: Conrad Resort & Casino, Punta del Este
- Buy-in: $1,500
- Data: 23 de setembro de 2016 (quinta-feira) a 27 de setembro de 2016 (segunda-feira)
- Número de buy-ins: 438
- Premiação total: $571,590
- Número de premiados: 63
- Mão vencedora: Q♣ Q♠
- Resultado Oficial: The Hendom Mob

| Mesa final | Mesa final              | Mesa final          |
| Pos.       | Nome                    | Prêmio/(*Acordo)    |
| ---------- | ----------------------- | ------------------- |
| 1º         | Pedro Claus             | $110,870 (*$90,630) |
| 2º         | Fernando Araújo         | $69,740 (*$70,000)  |
| 3º         | Manuel Vuotto           | $50,020 (*$70,000)  |
| 4º         | Sergio De Benedictis    | $39,720             |
| 5º         | Nicolas Pernigotti      | $31,160             |
| 6º         | Ruben Barros            | $24,400             |
| 7º         | Cristián Andrés Rotondo | $18,340             |
| 8º         | Marco Oliveira          | $13.040             |

### LAPTBrasilGrand FinalBSOP Millions
- Hotel: World Trade Center de São Paulo
- Buy-in: R$8.000,00 (~$2,346)
- Duração: 29 de novembro de 2016 (terça-feira) a 1 de dezembro de 2016 (quinta-feira)
- Número de buy-ins:  329
- Premiação total: R$2.262.828 (~$663,658)
- Número de premiados: 47
- Mão vencedora: A♣ Q♦
- Resultado Oficial: The Hendom Mob

| Mesa final | Mesa final           | Mesa final                         |
| Pos.       | Nome                 | Prêmio/(*Acordo)                   |
| ---------- | -------------------- | ---------------------------------- |
| 1º         | José Ignacio Barbero | R$441.000 (*R$341,182) (~$100,064) |
| 2º         | Thiago Grigoletti    | R$280.140 (*R$275.180) (~$80,707)  |
| 3º         | Felipe Pasini        | R$210.000 (*R$314.776) (~$92,320)  |
| 4º         | Joaquin Malogno      | R$169.940 (~$49,841)               |
| 5º         | Guilherme Castro     | R$133.960 (~$39,289)               |
| 6º         | Guilherme Castro     | R$102.280 (~$29,997)               |
| 7º         | Elcio Romão          | R$75.130 (~$22,035)                |
| 8º         | Bruno Marino         | R$55.210 (~$16,192)                |

- Houve acordo entre os 3 finalistas